# Generaldirektion Internationale Partnerschaften
Die Generaldirektion Internationale Partnerschaften (INTPA), bis 15. Januar 2021 Generaldirektion Internationale Zusammenarbeit und Entwicklung (DEVCO), ist eine Generaldirektion der Europäischen Kommission. Sie ist dem Kommissar für Entwicklung zugeordnet. Leiter der Generaldirektion ist seit 1. Oktober 2019 Koen Doens.
Die Generaldirektion entstand am 1. Januar 2015 aus dem Europäischen Amt für Zusammenarbeit (EuropeAid).

## Direktionen
Die Generaldirektion ist in Brüssel angesiedelt und gliedert sich in acht Direktionen:
- Direktion A: Internationale Zusammenarbeit und Entwicklungspolitik
- Direktion B: Menschen und Frieden
- Direktion C: Planet und Wohlstand
- Direktion D: EU-Afrika-Beziehungen, Ost- und Süd-Afrika
- Direktion E: West und Zentralafrika
- Direktion F: Asien, Zentralasien, Mittlerer Osten/Golf und Pazifik
- Direktion G: Lateinamerika und Karibik
- Direktion R: Ressourcen